# Ahney Her
Ahney Her (* 1992 in Lansing, Michigan als Whitney Cua Her) ist eine US-amerikanische Schauspielerin.

## Leben und Karriere
Ahney Her, die der südostasiatischen Volksgruppe der Hmong entstammt, wurde 1992 in Lansing im US-Bundesstaat Michigan geboren und wuchs dort auch auf. Sie besuchte die J. W. Sexton High School und drei Jahre eine lokale Talentschule. 2008 erhielt die damals 16-Jährige durch Regisseur und Hauptdarsteller Clint Eastwood, der für sein international erfolgreiches Filmdrama Gran Torino Hmong-Schauspieler suchte, die weibliche Hauptrolle der Sue Lor.

## Filmografie
- 2008: Gran Torino
- 2011: Night Club
- 2014: Comfort Girls (Kurzfilm)
- 2016: Batman v Superman: Dawn of Justice